# Via coletora
Via coletora ou via distribuidora é uma via que equilibra as funções de acesso a propriedades e mobilidade, adentrando certas áreas — tipicamente residenciais, mas também industriais, recreativas, ou povoações rurais dispersas — distribuindo o tráfego oriundo de vias arteriais para seus destinos em vias locais, ou coletando-o e transferindo-o para vias arteriais. Distingue-se de via arterial, que proporciona alta mobilidade para viagens de média e longa distância, com tráfego de passagem, e de via local, voltada ao acesso a propriedades e com tráfego local.

## América do Norte e Europa

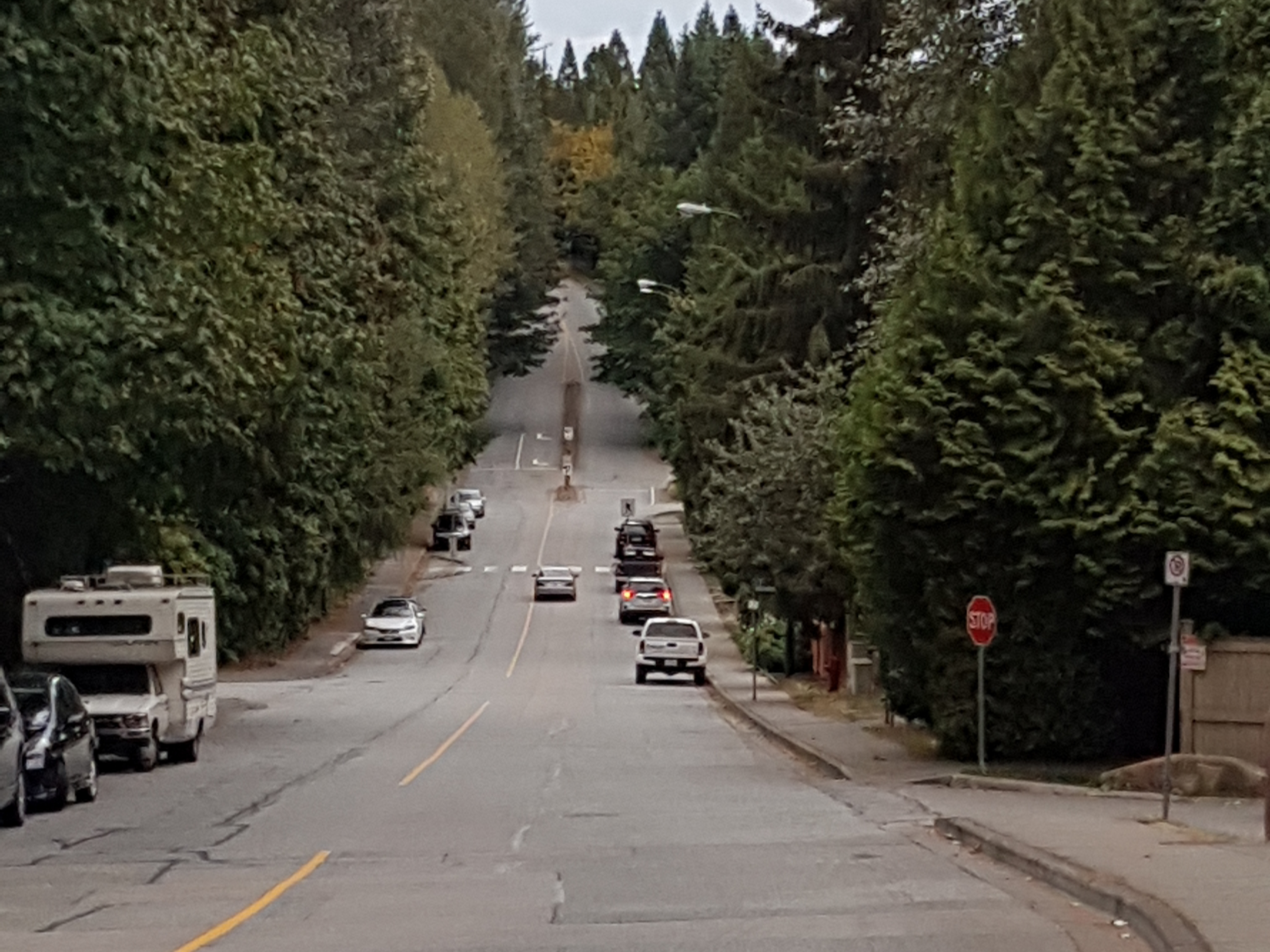
Noons Creek Drive e Falcon Drive são vias coletoras típicas em Port Moody no Canadá.

As vias coletoras geralmente são construídas para exercer essa função, mas também podem ser adaptadas para preencherem lacunas entre vias arteriais. Sua aparência pode variar amplamente, desde um pouco mais largas do que vias locais até amplos bulevares. Costumam ser de capacidade baixa a moderada e ser preferenciais nos cruzamentos com vias locais. Podem ter pequenos comércios e serviços comunitários, como escolas, igrejas e áreas recreativas. Podem apresentar medidas de moderação de tráfego nas áreas mais antigas. Algumas jurisdições podem definir dois tipos de via coletora. Na América do Norte, os cruzamentos das vias coletoras são geralmente sinalizados, com paradas obrigatórias ou rotatórias, e as interseções com vias arteriais normalmente possuem semáforos. Já na Europa, é mais comum haver rotatórias nessas interseções ou a via arterial ser preferencial.[carece de fontes?]

## Brasil
O DNIT usa o termo coletora para designar diferentes tipos de vias que exercem uma função mista de mobilidade e acesso nos contextos urbano e rural.
Embora o termo coletora se refira a um nível específico numa hierarquia funcional, cada nível, de forma abstrata, atua como coletora para o nível superior. Especialmente no contexto rural, os estágios de coleta (captação do tráfego de vias locais) e de distribuição (encaminhamento para vias arteriais) também podem ser compreendidos como funções distintas.

### Sistema coletor rural
O sistema coletor rural conecta as vias locais rurais às vias arteriais rurais, oferecendo continuidade ao sistema arterial. As velocidades são, em geral, mais moderadas, e a extensão das viagens costuma ser menor do que nas vias arteriais. O sistema se divide em:
- Sistema coletor primário rural: apresenta tráfego intermunicipal, liga cidades com mais de 5 mil habitantes, e fornece acesso a centros municipais geradores de tráfego de menor porte, como portos, parques turísticos, e áreas de intensa atividade de mineração ou produção agrícola.
- Sistema coletor secundário rural: liga centros urbanos com mais de 2 mil habitantes e sedes municipais, e fornece acesso a grandes áreas de baixa densidade.

As vias coletoras rurais frequentemente são rodovias estaduais. Contudo, nem toda rodovia estadual exerce essa função. Em particular, diversas rodovias estaduais de São Paulo exercem funções mais importantes, sendo classificadas como arteriais ou expressas.

### Sistema coletor urbano
O sistema coletor urbano conecta vias locais a vias arteriais, oferecendo continuidade dentro de subdivisões urbanas, tais como bairros e vizinhanças residenciais. As vias coletoras são os principais pontos de acesso às vias arteriais, e suas interseções com vias coletoras e arteriais frequentemente possuem semáforos ou rotatórias. São tipicamente projetadas para velocidades de 50 km/h, embora o limite de velocidade geralmente seja de 40 km/h. Em contraste, as vias arteriais costumam operar em velocidade maior, e as vias locais normalmente apresentam velocidade menor, não contam com linhas de ônibus nem semáforos, e desencorajam o tráfego de passagem.
O sistema coletor urbano também pode incluir as vias marginais às arteriais, bem como vias com grande volume de tráfego no centro urbano e em áreas similares com densidade de tráfego semelhante. Algumas dessas vias exercem função arterial ao invés de coletora.
O DNIT denomina de via coletora-distribuidora uma via paralela a uma via expressa que concentra a saída ou entrada de tráfego na via expressa para transferi-lo a interseções com vias com tráfego direto. Embora semelhante a uma via marginal, geralmente tem extensão curta, acostamento, velocidade superior às vias coletoras (de 60 a 80 km/h ao invés de 40 km/h), e não oferece acesso às propriedades.

### Exemplos
Os exemplos a seguir ilustram a diversidade de características que vias coletoras podem apresentar no território brasileiro. Dependendo das condições e do contexto local, vias com padrão técnico inferior ou superior aos padrões modernos podem exercer função coletora.

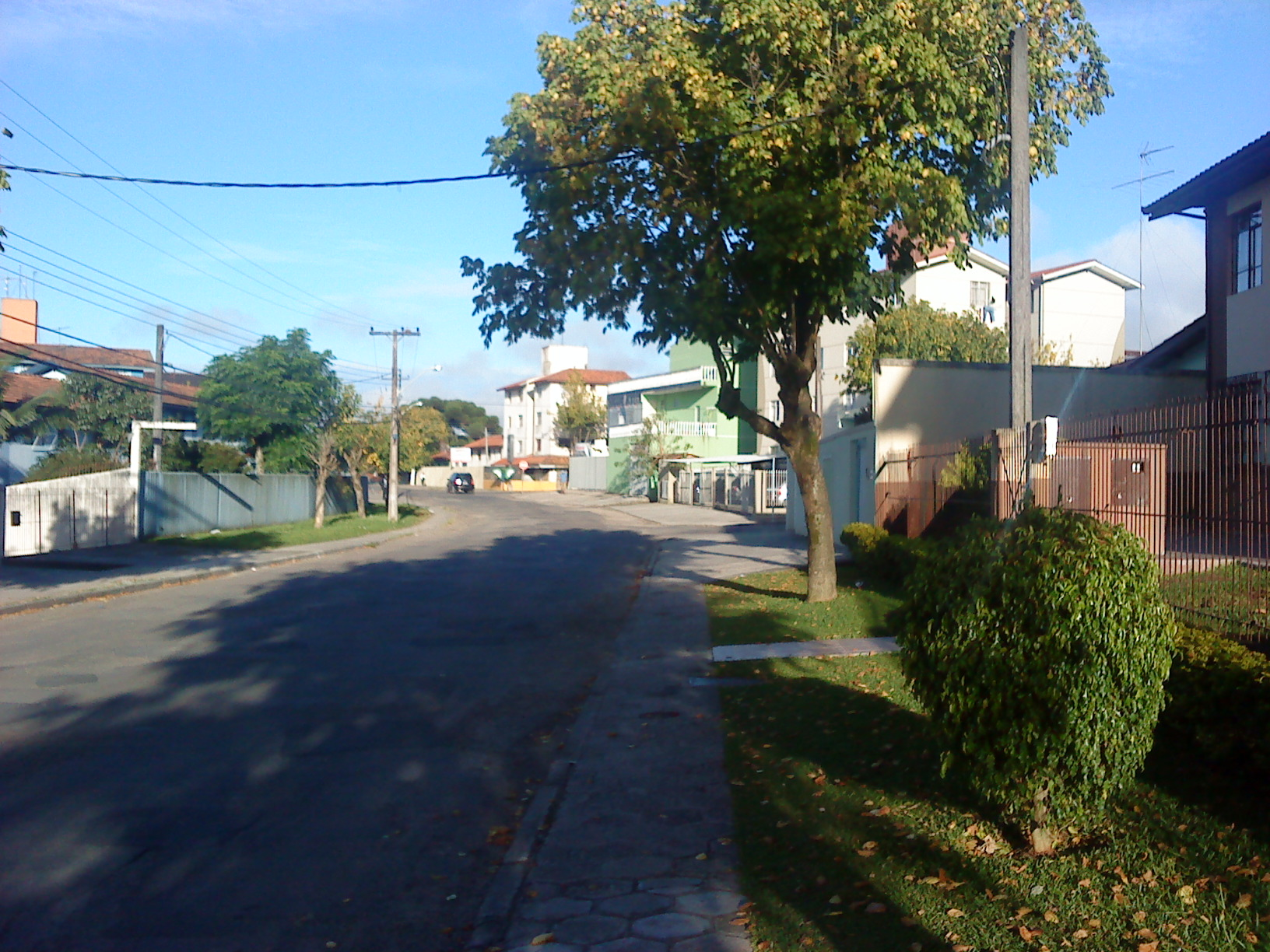
Rua Maria Homan Wisniewski em Curitiba, uma via coletora urbana.
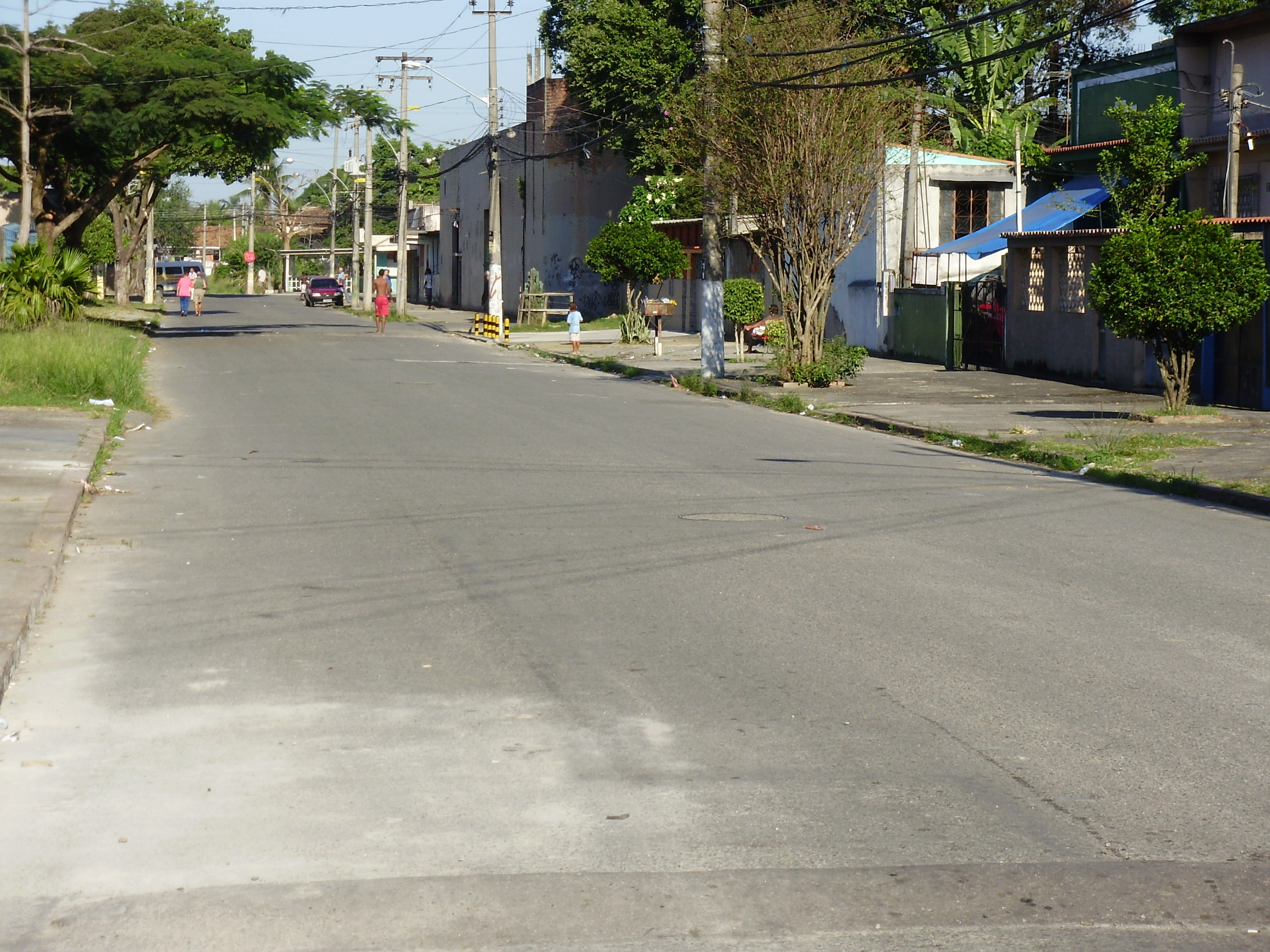
Rua Anes Dias, no Rio de Janeiro, uma via coletora urbana.
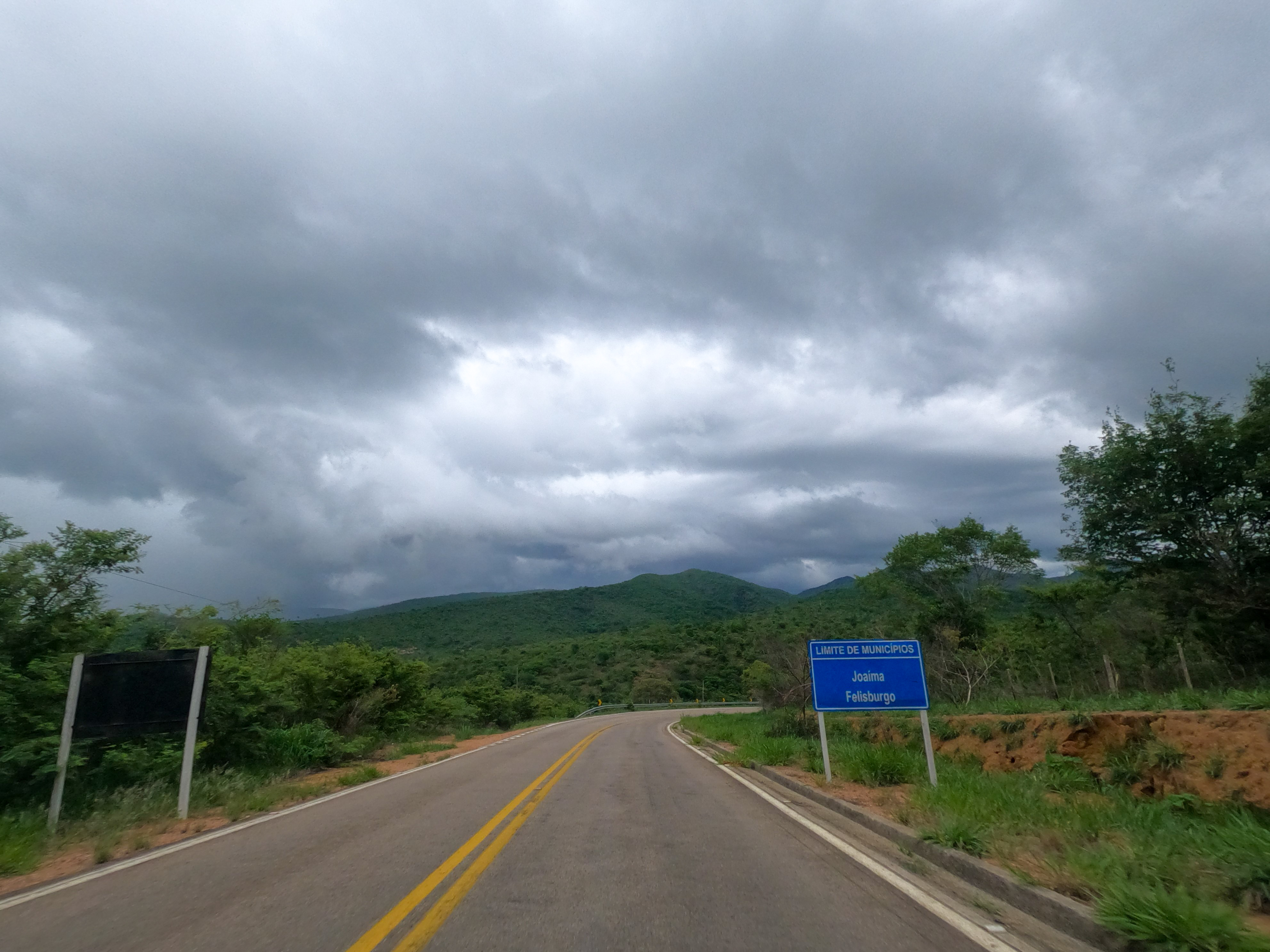
MG-205 em Joaíma, uma rodovia coletora rural.
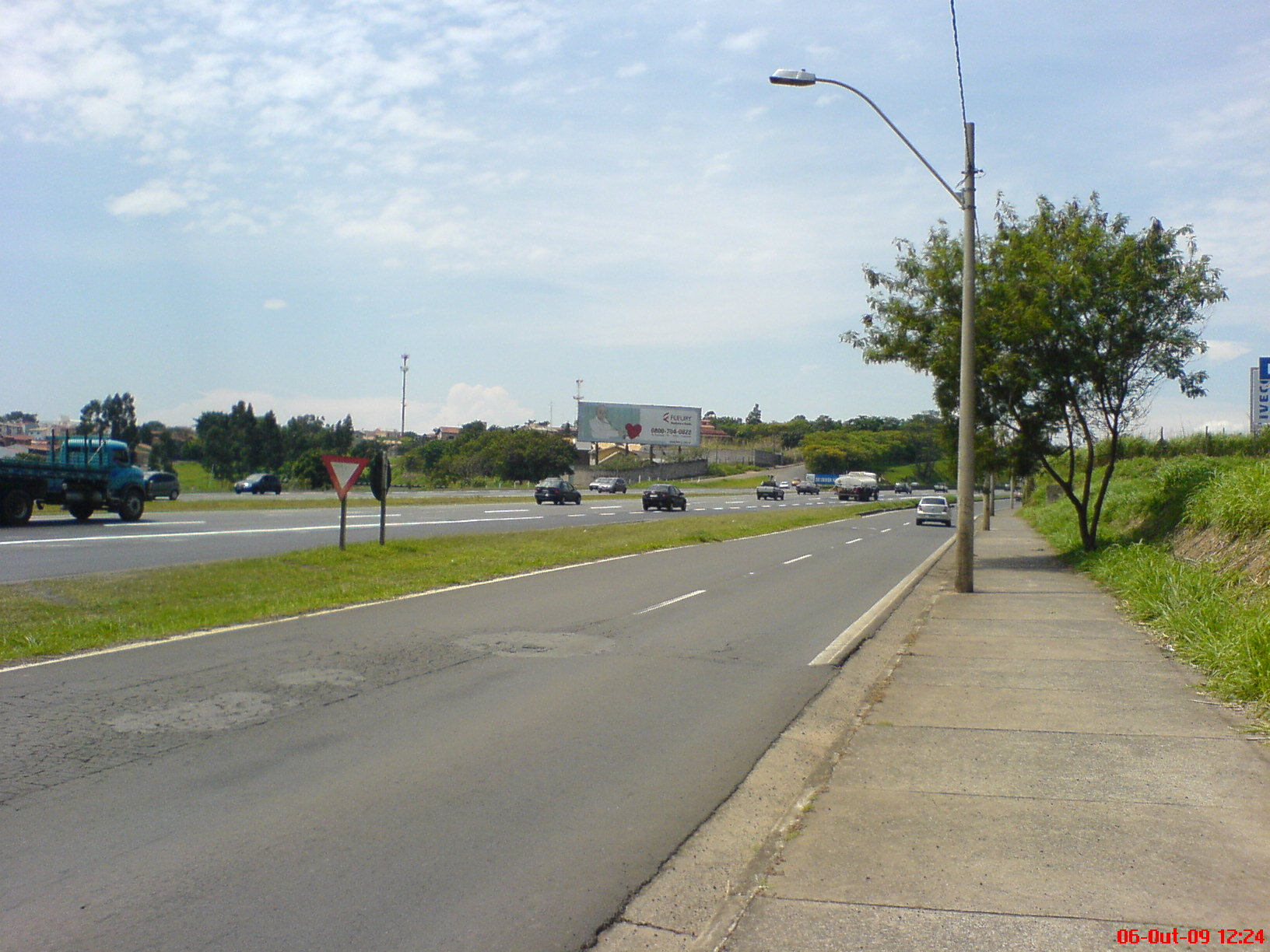
Antiga marginal da SP-65 em Campinas em 2009, na época uma via coletora-distribuidora.